# Momčilo Čemović

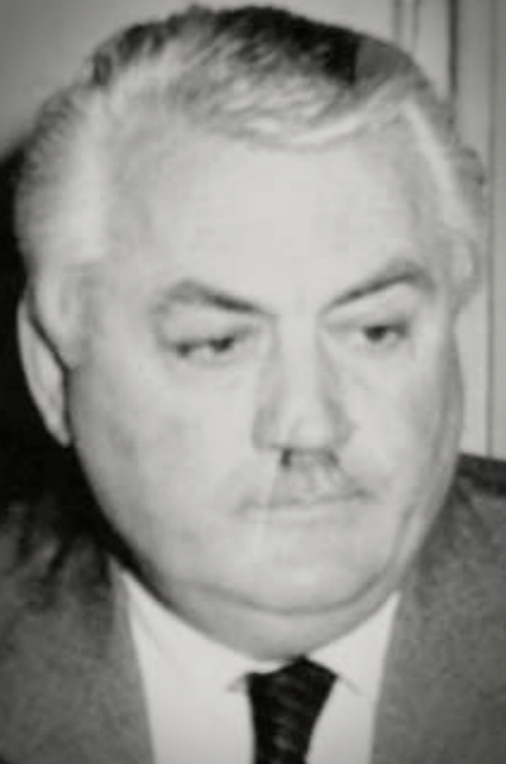
Momčilo Čemović (1969)

Momčilo Čemović (serbisch-kyrillisch Момчило Цемовић; * 21. Mai 1928 in Buče, Berane, Montenegro; † 27. Dezember 2001 in Podgorica) war ein jugoslawischer Politiker des Bundes der Kommunisten Jugoslawiens (BdKJ), der unter anderem von 1974 bis 1978 Bundessekretär für Finanzen (Finanzminister) sowie zwischen 1978 und 1982 als Vorsitzender des Exekutivrates Ministerpräsident der Teilrepublik Sozialistischen Republik Montenegro war.

## Leben
Momčilo Čemović absolvierte ein Studium an der Fakultät für Wirtschaftswissenschaften der Universität Belgrad und wurde 1947 Mitglied der Kommunistischen Partei Jugoslawiens (KPJ). Er war danach als Sekretär der Wirtschaftsfakultät der Universität Belgrad sowie Mitglied des Stadtkomitees der Wirtschaftsfakultät in Ivangrad. Er war Mitglied des Hauptvorstands der Sozialistischen Bundes des werktätigen Volkes Montenegros sowie Direktor des Bezirksplanungsinstituts in Ivangrad. Später war er Direktor des Unternehmens „Lim“ in Ivangrad sowie Präsident der Ivangrader Stadtversammlung und fungierte zudem als Generaldirektor der Investitionsbank in Titograd.
Čemović, der Mitglied der Bundesversammlung der Sozialistischen Föderativen Republik Jugoslawien (SFRJ), war vom 30. Juli 1971	bis zum 17. Mai 1974 im Kabinett Bijedić I Mitglied des Bundesexekutivrates. Er fungierte zudem als Nachfolger von Slavko Zečević von 1975 bis zu seiner Ablösung durch Milisav Stijović 1976 als Präsident des Basketballvereins KK Partizan Belgrad. Im darauf folgenden Kabinett Bijedić II übernahm er als Nachfolger von Janko Smole am 17. Mai 1974	den Posten als Bundessekretär für Finanzen und damit als Finanzminister. Das Amt des Bundessekretärs für Finanzen bekleidete er zwischen dem 15. März 1977 und dem 16. Mai 1978 auch im Kabinett Đuranović I. Gemeinsam mit seinem Vorgänger Janko Smole war er aktiv am Aufbau direkter Verbindungen zwischen der jugoslawischen Regierung und der Europäischen Investitionsbank (AIB) beteiligt, um die transjugoslawische Autobahn „Einheit und Brüderlichkeit“ fertigzustellen. Unter seiner Führung wurde ein solches Projekt von gemeinsamem Interesse durch den Bundesexekutivrat genehmigt und mitfinanziert.
Am 28. April 1982 übernahm Momčilo Čemović als Nachfolger von Marko Orlandić den Posten als Vorsitzender des Exekutivrates der Sozialistischen Republik Montenegro und war damit bis zu seiner Ablösung durch Radivoje Brajović am 7. Mai 1982 Ministerpräsident dieser Teilrepublik. Für seine Verdienste wurde er unter anderem mit dem Orden des Roten Banners der Arbeit ausgezeichnet.